# Luis Ángel Rojo
Luis Ángel Rojo Duque (Madrid, 6 de mayo de 1934–Madrid, 24 de mayo de 2011) fue un economista español, catedrático de la Universidad Complutense de Madrid y gobernador del Banco de España.

## Biografía

### Estudios
Estudió Derecho en la Universidad de Madrid y posteriormente se doctoró en Ciencias Económicas en el mismo centro. Amplió estudios en la London School of Economics.

### Desarrollo profesional
- Técnico Comercial del Estado en 1957.
- Catedrático de Teoría Económica de la Facultad de Ciencias Económicas de la Universidad Complutense de Madrid, en 1966.

#### Semblanza
De Luis Ángel Rojo se ha de destacar su labor pedágogica como profesor universitario y autor del libro "Renta, precios y Balanza de Pagos" muy difundido en todas las universidades españolas. El ministro de economía en 2004 Pedro Solbes durante un homenaje al profesor Rojo en el Aula Magna de la Facultad de Económicas de la Universidad Complutense de Madrid, expresó su reconocimiento como maestro de una generación de economistas españoles. Por otro lado, desde sus cargos en el Banco de España, fue el diseñador de la política monetaria llevada a cabo durante muchos años y contribuyó al fortalecimiento del sistema financiero español.

#### Rojo y el Banco de España
Rojo ingresó en el Banco de España en 1971, como director general de Estudios. En 1988 fue nombrado subgobernador del Banco hasta julio de 1992, fecha en que asciende al cargo de gobernador del Banco. Ejerció este cargo hasta julio de 2000.
Desde su cargo como gobernador del Banco fue quien inauguró la ley de autonomía del organismo emisor y también participó activamente en la gestación y nacimiento de la moneda única, fue vicepresidente del Instituto Monetario Europeo, antecedente del Banco Central Europeo. Durante su mandato, el 28 de diciembre de 1993, el Banco de España intervino el Banco Español de Crédito (Banesto), que dio inicio al denominado Caso Banesto.

## Cargos ocupados
Fue académico de la Real Academia Española, en la que ocupó el sillón “f”. Leyó su discurso de ingreso el 1 de junio de 2003, que versó sobre la sociedad madrileña en la época de Benito Pérez Galdós. También fue académico de número de la Real Academia de Ciencias Morales y Políticas desde el 6 de noviembre de 1984, y tesorero de la Asociación Internacional de Economí, entre 1983 y 1986.
Tras su retirada del cargo de gobernador del Banco de España formó parte del consejo de administración del Banco de Santander y Corporación Financiera Alba. Aficionado a la pintura, colaboró con la Asociación de amigos del museo del Prado.

## Libros publicados
- Renta, Precios y Balanza de Pagos.
- Keynes y el Pensamiento Económico Actual.

## Reconocimientos
- Premio Rey Juan Carlos I de Economía, en julio de 1986.
- Doctor honoris causa en Ciencias Económicas y Empresariales por la Universidad de Alcalá en 1995.
- Doctor honoris causa por la Universidad de Alicante en 1998.
- Gran Cruz de la Orden de Isabel la Católica en el 2000.[11]
- Premio de la Fundación CEOE a las Ciencias en el 2000.[9]
- Premio de Economía de Castilla y León Infanta Cristina en 2001.[9]
- Premio Rey Jaime I de Economía de la Generalidad Valenciana en 2006.
- Gran Cruz de la Real y Distinguida Orden Española de Carlos III a título póstumo en 2011.[12]